# Bernadette Caulfield
Bernadette Caulfield es una productora de televisión estadounidense. Trabajó en la serie de drama sobrenatural The X-Files y la serie de drama de HBO Big Love. Actualmente trabaja en Game of Thrones.
Fue nominada para el Premio Emmy por su trabajo en Big Love, y ganó tres Emmys por su trabajo en Game of Thrones.

## Biografía
Caulfield se unió al equipo de The X-Files como productora en el set para la sexta temporada, en 1998. The X-Files fueron creados por Chris Carter y se centran en un par de agentes del FBI que investigan casos con vínculos con lo paranormal. Ella retomó este rol por la séptima temporada en 1999, pero dejó el equipo después de finalizada la temporada.
En 2005 Caulfield se unió al equipo de Carnivale para la segunda temporada del show. La serie dramática de HBO siguió a un circo ambulante con lazos sobrenaturales. El show fue cancelado después de completar la segunda temporada.
En 2006 Caulfield se unió al equipo del nuevo drama de HBO Big Love, como productora del episodio piloto. Se convirtió en gerente de producción de la unidad (UPM), además de ser productora de la primera temporada. Permaneció en este rol durante la segunda temporada, en 2007. Fue ascendida a coproductora ejecutiva y permaneció como UPM para la tercera temporada, en 2009. En la ceremonia de 2009, Caulfield y el resto del equipo de producción fueron nominados para el premio Primetime Emmy por su trabajo en la tercera temporada. Fue ascendida nuevamente a productora ejecutiva para la cuarta temporada y siguió siendo UPM. Caulfield dejó el equipo después de la cuarta temporada.
Actualmente es la productora ejecutiva de Game of Thones.

## Premios y nominaciones
Ha estado en 7 ocasiones nominada a los Premios Emmy y ha ganado el galardón en 3 ocasiones:
- Nominación al Premio Emmy 2009 a la Mejor Serie de Drama por la temporada 3 de Big Love.[1]

- Nominaciones al Premio Emmy a Mejor Serie de Drama con Game of Thrones. Producción ejecutiva, años 2012, 2013, 2014.[4]

- Ganadora al Premio Emmy por Mejor Serie de Drama con Game of Thrones. Producción ejecutiva, años 2015, 2016, 2018.[4]